# Погрудкове сортування корисних копалин
Погрудко́ве сорту́вання ко́ри́сних копа́лин — спосіб сортування, спеціальний метод збагачення корисних копалин.
Погрудкове автоматичне сортування корисних копалин може здійснюватися у двох режимах: грудковому і плоскогрудковому.
Основними операціями цих режимів є:
- Формування потоку грудкового матеріалу;
- Підготовка поверхні грудок (шматків);
- Визначення сорту шматків і прийняття рішення;
- Виділення різного сорту шматків у окремі продукти.

## 1. Формування потоку грудкового матеріалу
Формування потоку грудкового матеріалу включає такі операції:
- формування заданих відстаней між грудками;
- забезпечення стабільної швидкості руху грудок;
- забезпечення безперервності процесу сортування;
- регулювання продуктивності;
- стабілізацію траєкторії руху грудки.

Основною вимогою, що висувається до пристроїв формування погрудкового потоку матеріалу, є забезпечення заданого інтервалу між грудками при їх транспортуванні. Ці вимоги випливають з умов, що сусідні грудки не повинні сприйматися як одна і не повинні спотворювати результати визначення сорту. Пристрої формування потоку становлять 80% площі сепаратора.
Стабілізація швидкості проходження грудками відстані між зоною визначення сорту і зоною виділення грудок визначається необхідністю затримувати керуючі сигнали на один і той же час.
Безперервність процесу і регулювання продуктивності забезпечуються наявністю в сепараторах бункера. Бункер обладнаний заслінкою, яка регулює величину випускного отвору. Матеріал може розвантажуватися під дією сил гравітації, вібрації, відцентових, тертя.
Стабілізація траєкторії руху грудки забезпечується рухом частинок разом зі стрічкою в зону визначення сорту і виділення грудки.

## Пристрої формування погрудкової подачі

Детерміноване формування погрудкової подачі матеріалу

Розрізнюють 3 види пристроїв, що забезпечують:
- детерміноване формування погрудкової подачі;
- статистичне формування погрудкової подачі;
- статистичне формування плоскогрудкової подачі.

У пристроях детермінованого формування погрудкової подачі матеріалу вузли захоплення грудок закріпляють на транспортному пристрої на рівній відстані один від одного. При цьому грудки розташовуються на одній лінії в одній площині. Пристрої цього типу застосовуються для матеріалів правильної форми, невеликої крупності, при малій продуктивності.

Статистичне формування погрудкової подачі матеріалу

У пристроях статистичного формування погрудкової подачі задана відстань між сусідніми грудками забезпечується при перевантаженні матеріалу з одного транспортного пристрою на інший, який рухається з більшою швидкістю. Рух частинок в одну лінію досягається профілюванням транспортного пристрою. Форма профілів наведена на рисунку:
Пристрої статистичного формування плоскогрудкової подачі застосовують для матеріалів з грудками неправильної форми й забезпечують найбільшу продуктивність, оскільки матеріал розосереджується по всій площині пристрою, що транспортується. Приклад: сепаратор РС-24 (24-канальний).

## 2. Підготовка поверхні грудок

Статистичне формування погрудкової подачі з промивкою матеріалу: 1 — бункер; 2 — віброживильник; 3 — бризкала; 4 — прискорювач; 5 — конвеєр; 6 — зона визначення сорту; 7 — зона виділення частинок

У підготовку поверхні грудок входять такі операції:
- очищення поверхні від забруднень;
- посилення відмінностей властивостей, що використовуються при сортуванні, або створення їх (у разі необхідності).

Операції знепилення і промивки можуть здійснюватися поза сепаратором або на вході в сепаратор у зоні формування погрудкової подачі.
Для посилення контрасту іноді застосовують реаґенти, які селективно діють на частинки, утворюючи на них забарвлену плівку.

## 3. Визначення сорту грудки
Визначення сорту грудки включає такі операції:
- вплив на кусок (опромінення);
- реєстрацію ефекту взаємодії (опромінення);
- визначення розмірів грудки;
- кількісну оцінку розділової ознаки й віднесення до певного сорту;
- визначення моменту проходження грудки через зону виділення;
- формування команди на видалення.

Перші три операції реалізовують за допомогою вимірювальної камери, схема якої залежить від типу випромінювання і властивостей матеріалу.
Сорт грудки можна визначати:
- за коефіцієнтом відбиття;
- за коефіцієнтом поглинання;
- за коефіцієнтом розсіяння;

Визначення сорту грудки (шматка) за коефіцієнтом поглинання

- за інтенсивністю ґенерування випромінювання;
- за природною радіоактивністю;
- за різною інтенсивністю інфрачервоного випромінювання нагрітих тіл.

При визначенні сорту грудки за коефіцієнтом відбиття у видимій зоні спектра використовують одно-, дво-, три- і багатокоординатний огляд грудок.
При будь-якому способі огляду грудки точність розділової ознаки визначається відношенням поверхні, від якої сприймається випромінювання, до поверхні грудки.

Визначення сорту грудки: а — вимірюванням коефіцієнта розсіяння; б — вимірюванням інтенсивності ґенерованого випромінювання (для мінералів з наведеною радіоактивністю); 1 — джерело випромінювання; 2 — екран; 3 — грудка; 4 — приймач випромінювання; 5 — транспортний елемент; 6 — контейнер джерела

Крім вказаних способів можливий огляд скануванням грудок, розташованих упоперек стрічки.
Існує ряд способів для визначення сорту грудки за коефіцієнтом поглинання. Величина поглинання залежить від властивостей мінералу і від його маси. Тому при визначенні розділової ознаки вводять корекцію на масу. На рисунку представлено варіант схеми визначення сорту грудки за вимірюванням коефіцієнта поглинання.
Визначення сорту грудки за коефіцієнтом розсіяння й інтенсивністю ґенерування випромінювання здійснюють із застосуванням наступних схем.
Визначення сорту шматка за природною радіоактивністю здійснюється за наступною схемою (див. рисунок).
При теплометричному сортуванні використовують різну інтенсивність інфрачервоного випромінювання нагрітих тіл.
Розрахунок розділової ознаки

Визначення сорту грудки за природною радіоактивністю

Визначення сорту частинок, що розділяються, складається з реєстрації ознаки, що відображає властивості реальної частинки, обробки інформації за заданим алгоритмом з отриманням характеристики, пропорційної вмісту корисного компонента, яку називають розділовою ознакою.
При сортуванні уранових руд розділовою ознакою є інтенсивність випромінювання Jу, пропорційна вмісту радіоактивного компонента αу:
Цей вираз є найпростішим алгоритмом розрахунку розділової ознаки (вмісту).
Реєстрація природної радіоактивності здійснюється газорозрядними лічильниками, на виході яких з'являються імпульси різної форми, тривалості та амплітуди.
Інтенсивність випромінювання характеризується частотою проходження імпульсів від грудки (шматка корисної копалини). При реалізації сортувального пристрою за заданим алгоритмом до складу радіометра вводять блок затримки сигналу, оскільки час обробки сигналу менший за час руху грудки від вимірювальної камери до виконавчого механізму. Тобто сигнал треба затримати, поки шматок вийде з потоку матеріалу.

Блок-схема обробки інформації

Наведена схема не враховує розмір грудки, від якого залежить інтенсивність випромінювання.
Алгоритм визначення розділової ознаки з урахуванням маси грудки має такий вигляд:
Вважаючи, що грудка має форму кулі, отримаємо
де к1= 6 к/πρ
Таким чином: αу = к1 Jу/ d3
Цей алгоритм дозволяє збільшити точність визначення розділової ознаки й розширити діапазон крупності матеріалу, який сортується, але для цього необхідно знати розмір грудки.
Для визначення розміру грудки можна застосувати безконтактний метод з використанням фоторелейних елементів. Діаметр оцінюється за тривалістю імпульсу tn затінення фотоелемента при постійній швидкості руху грудок Vк. 

Рис. 5.9. Типи виконавчих механізмів: а — механічний (МВМ): 1 — електропривод; 2 — шиберна пластинка; 3 — грудка; б — пневмоклапан (ПВМ): 1 — електропривод; 2 — клапан; 3 — сопло; 4 — грудка

Тоді: d = tn Vк

## 4. Операція виділення частинок в різнорідні продукти
Виведення частинок з потоку здійснюється виконавчими механізмами.
Розрізнюють такі типи виконавчих механізмів:
Механічні (МВМ): шибер, заслінка.
Пневматичні (ПВМ) — видалення частинок проводиться стиснутим повітрям з допомогою пневмоклапана.
Електричні — видалення частинок проводиться шляхом електричних сил, що впливають на частинку.

## Апарати для погрудкового і плоскогрудкового сортування
У практиці збагачення залежно від властивостей мінералу і типу джерела випромінювання застосовуються такі типи сепараторів:
| Тип сепараторів          | Вид випромінювання, λ, нм  |
| ------------------------ | -------------------------- |
| 1. Авторадіометричні     | <10-2 γ- випромінювання    |
| 2. Гамма-абсорбційні     | < 10-2 γ- випромінювання   |
| 3. Рентгенофлюоресцентні | 5*10-2-10 рентгенівське    |
| 4. Рентгенолюмінесцентні | 5*10-2-10 рентгенівське    |
| 5. Нейтронно-активаційні | 10-2-10-1 нейтронне        |
| 6. Фотолюмінесцентні     | 100-380 ультрафіолетове    |
| 7. Фотометричні          | (3.8-7.6)102 видиме світло |
| 8. Теплометричні         | >7.6*102                   |
| 9. Електрометричні       |                            |